# 清水 (東大和市)
清水（しみず）は、東京都東大和市の町名。現行行政地名は清水一丁目から清水六丁目。郵便番号207-0004。

## 地理
東大和市の南西部に位置する。東から時計回りに、東村山市廻田町、東村山市富士見町、東大和市清原、東大和市仲原、東大和市狭山、東大和市多摩湖、に隣接する。

### 河川
- 空堀川
- 前川

## 交通

### 鉄道

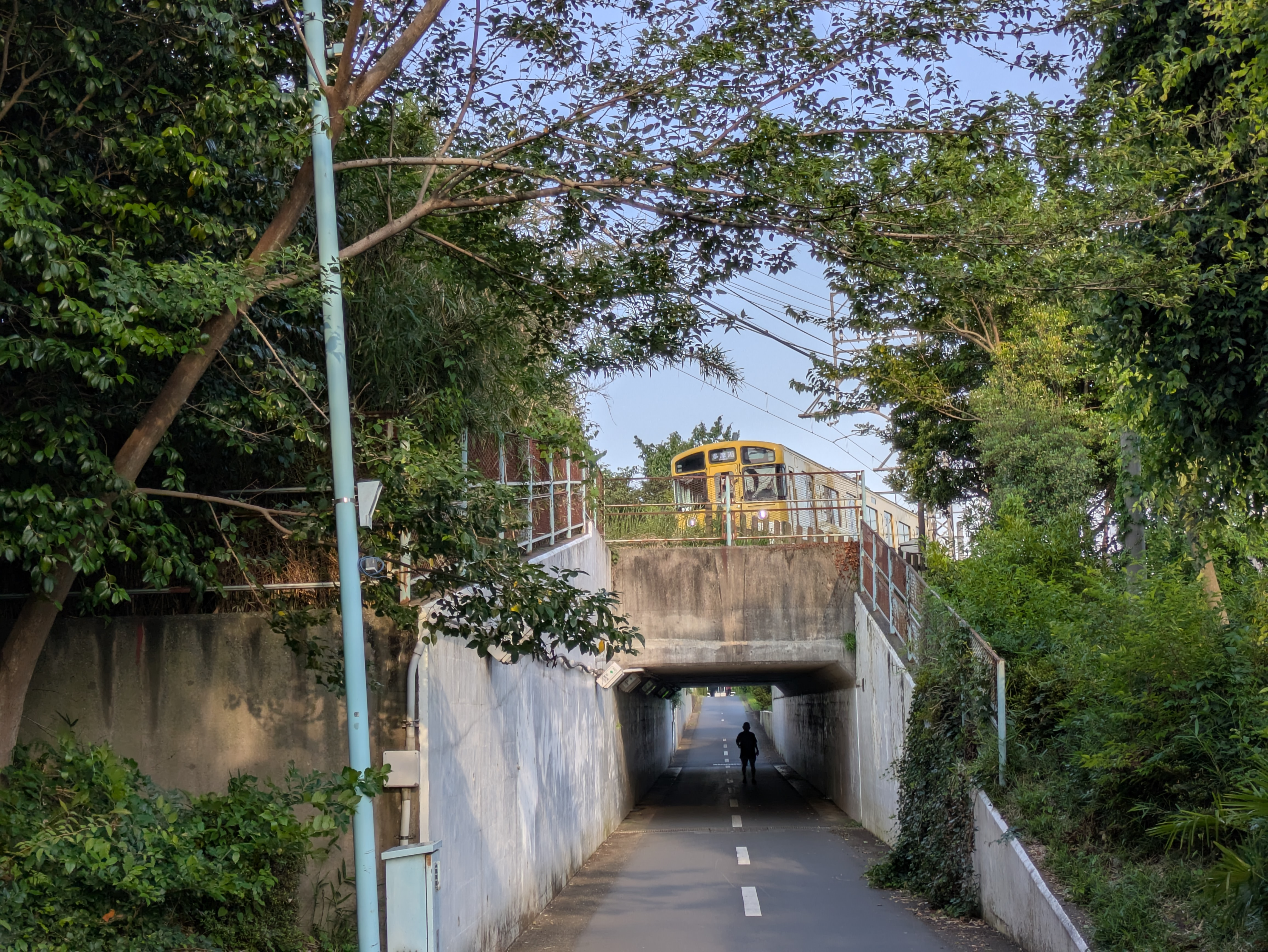
多摩湖自転車歩行者道の直線区間の末端となる西武多摩湖線交差部。（2025年6月）

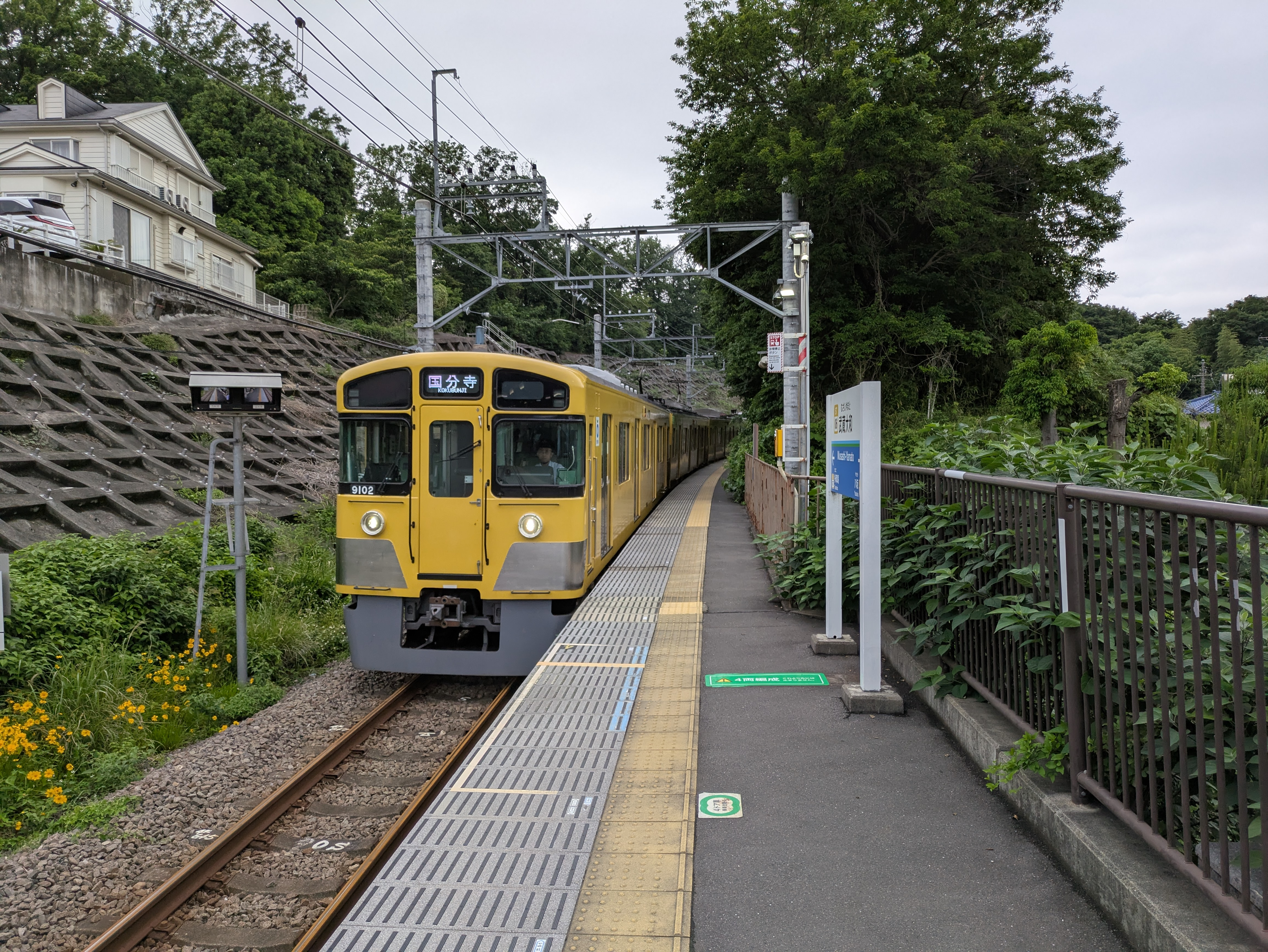
武蔵大和駅、多摩湖駅方　傾斜部に位置し空間は狭隘である。

| 隣接する街区の駅                   |
| ---------------------------------- |
| 西武多摩湖線 - 武蔵大和駅（ST 06） |

おおよそ街区境界に存在

### バス
- 西武バス立川営業所…周辺の路線を運行している。

### 道路
- 新青梅街道
- 東京都道128号東村山東大和線
- 東京都道253号保谷狭山自然公園自転車道線
- やまもも通り